# Wysiedlenie ludności ukraińskiej z Pogórza Przemyskiego
Wysiedlenie ludności ukraińskiej z Pogórza Przemyskiego w latach 1944–1946.

## Wprowadzenie
Podstawą wysiedlenia ludności ukraińskiej był Układ pomiędzy Polskim Komitetem Wyzwolenia Narodowego a Rządem Ukraińskiej Socjalistycznej Republiki Rad dotyczący ewakuacji obywateli polskich z terytorium U.S.R.R. i ludności ukraińskiej z terytorium Polski, podpisany 9 września 1944 przez Edwarda Osóbkę-Morawskiego i Nikitę Chruszczowa.
Szczegółową interpretację układu zawierała tajna instrukcja wykonawcza, przekazana rządowi polskiemu 22 września 1944 przez przedstawiciela ZSRR przy PKWN – gen. Nikołaja Bułganina.
Obszar objęty akcją to teren województw rzeszowskiego, lubelskiego i krakowskiego. Podzielono go na 15 rejonów, w każdym działała osobna tzw. „komisja polsko-ukraińska”. Zajmowały się ono zbieraniem zgłoszeń do wyjazdu, przygotowywaniem list przesiedleńców i kart ewakuacyjnych, szacowaniem i opisywaniem mienia, organizowaniem transportu.
Komisje współpracowały z lokalną administracją terenową oraz Państwowym Urzędem Repatriacyjnym. Ponieważ nie zdawano sobie sprawy, o jaką liczbę osób może chodzić, w końcu 1944 przeprowadzono spis. Kryteria spisu nie były jasno sformułowane, generalnie utożsamiano narodowość z wyznaniem.  Wykazał on istnienie mniejszości ukraińskiej liczącej około 500 tysięcy osób. Władze uznały ten rachunek za przesadzony.

### Ludność
Pogórze Przemyskie było przed II wojną światową strefą osadnictwa mieszanego polsko-ukraińskiego. Zasiedlone były zwarcie przez ludność ukraińską. Oprócz ludności ukraińskiej, teren ten zamieszkiwała ludność polska, częściowo w miejscowościach mieszanych narodowościowo, a częściowo w polskich. Były to wsie leżące nad Sanem (Liszna, Bartkówka, Dylągowa, Sielnica), osady powstałe wokół dawnych zakładów przemysłowych, głównie hut szkła (Borownica, Huta Brzuska, Jasienica Sufczyńska), wsie pozostałe z polskiego osadnictwa w XV wieku (Boguszówka, Korzeniec, Nowa Wieś, Zalesie). Ludność polska zamieszkiwała również miasteczka, takie jak Bircza czy Tyrawa Wołoska.
Teren ten przed II wojną światową należał do powiatów: dobromilskiego, przemyskiego, sanockiego, leskiego i powiatu brzozowskiego.
Przez teren Pogórza Przemyskiego nie przebiegały żadne linie kolejowe, na granicy Pogórza Przemyskiego przebiegały natomiast linie kolejowe Zagórz-Chyrów-Przemyśl (kolejowe przejścia graniczne w Ustjanowej i Niżankowicach) i Przemyśl-Lwów. Drogowe przejścia graniczne znajdowały się w Niżankowicach, Liskowatem i Ustianowej.

### Organizacja aparatu przesiedleńczego
Przedstawicielstwa radzieckie początkowo utworzono w Przemyślu i Lesku, w listopadzie 1944 utworzono dodatkowo przedstawicielstwo w Sanoku. Biura przedstawicieli regionalnych nie miały początkowo określonej liczby etatów, składały się z pełnomocnika, zastępcy, sekretarza, maszynistki (pomocy biurowej), woźnego i kilku taksatorów. Od końca grudnia 1944 personel biura mógł liczyć do 10 osób – pełnomocnik, zastępca, sekretarz, statystyk, pomoc biurowa, woźna, i do 4 taksatorów. Wśród pracowników panowała duża rotacja.
Cała wysiedlana ludność po przekroczeniu granicy polsko-radzieckiej była kierowana do punktów kontrolno-filtracyjnych, które utworzono w Medyce, Liskowatem i Ustianowej. Później dodatkowo takie punkty utworzono na stacjach kolei szerokotorowej w Mościskach, Jaworowie i Chyrowie.

## Akcja przesiedleńcza

### I etap
I etap wysiedleń odbywał się od października 1944 do lutego 1945. W odpowiedzi na ogłoszenie 15 października zapisów na wyjazd, już 18 października dowództwo podziemia ukraińskiego nakazało swoim strukturom terenowym rozpoczęcie akcji propagandowej na rzecz bojkotu przesiedlenia. 19 października Przemyski Okręg OUN wydał ulotkę wzywającą do pozostania na rodzinnej ziemi. Rozpuszczano też plotki wśród Polaków, o śmierci grożącej rodzinom zajmującym poukraińskie gospodarstwa. Wspominano również o nadchodzącej III wojnie światowej. Poza działalnością propagandową, podziemie ukraińskie nie mogło podjąć walki ze względu na brak jednostek bojowych oraz duże nasycenie terenu wojskami radzieckimi, przygotowującymi się do operacji wiślańsko-odrzańskiej.
Pełnomocnicy terenowi rozpoczęli akcję wysiedleńczą od rozwieszenia ogłoszeń o przesiedleniu, jednak nie wywarły one żadnego wrażenia – do końca października na 10 877 zgłoszeń (rodzin) w całej Polsce, w powiecie przemyskim zgłosiło się do rejestracji 5 rodzin, natomiast do końca roku 1944 w całym województwie rzeszowskim nie było już nowych zgłoszeń.
Akcja wysiedleńcza spotkała się również ze zdecydowanym sprzeciwem księży Ukraińskiej Cerkwi Greckokatolickiej oraz inteligencji ukraińskiej.
Według informacji z gmin z końca 1944 roku na terenie powiatu przemyskiego (połączonego z częścią dawnego powiatu dobromilskiego) mieszkało 14 401 rodzin ukraińskich (58 808 osób). Z późniejszych wyliczeń komisji przesiedleńczych wynikła liczba 17 929 rodzin (69 595 osób), natomiast sprawozdania gmin z lutego 1945 podawały liczbę  75 380 osób, na 138 734 mieszkańców powiatu (czyli 53%).
Podziemie ukraińskie na tym terenie posiadało przed, jak i w trakcie wojny duże wpływy, dzięki rozbudowanemu szkolnictwu ukraińskiemu, oraz bliskości silnego ośrodka ukraińskiego, jakim był Przemyśl. Ze względu na występowanie dużych kompleksów leśnych i ukształtowanie powierzchni teren sprzyjał rozwojowi partyzantki. W szeregu miejscowości w czasie wojny powstały silne samoobrony, wiele z nich zbudowało kryjówki i schrony, a nawet okopy (Cisowa, Izdebki, Jawornik Ruski, Krasice, Piątkowa, Poręby, Żohatyn).
Po zajęciu terenu w lipcu i sierpniu 1944 przez wojska radzieckie, istniejące oddziały UPA wycofały się w Ukraińskie Karpaty. Dopiero we wrześniu powróciły dwie sotnie („Chomy” i „Czarnego”), jednak wskutek dużego nasycenia terenu wojskami radzieckimi, i ciągłych obław NKWD (głównie w celu mobilizacji do Armii Czerwonej) zostały one po bitwie koło Leszczawy Górnej rozformowane i rozproszone po terenowych placówkach SKW.
Również w jesieni 1944 wojska NKWD (338 pp z 64 Dywizji NKWD) wraz z milicjantami z Milicji Obywatelskiej i funkcjonariuszami UB rozpoczęły obławy na Ukraińców ukrywających się przed poborem do Armii Czerwonej, jak również podejrzanych o działalność w ukraińskim podziemiu. W czasie obław dochodziło do wielu zbrodni (np. milicjanci z Birczy 1 stycznia 1945 zabili 1 osobę w Malawie, 2 stycznia 2 kobiety w Leszczawie Górnej, 4 stycznia nauczyciela w Leszczawie Górnej, 8 stycznia w Łomnej zabili 3 ludzi i pobili wiele innych). Oprócz działań milicjantów, w jesieni zaczęła narastać ilość ataków ze strony polskich oddziałów partyzanckich.
Po rozpoczęciu akcji wysiedleńczej, terenowi działacze OUN-B przeprowadzili w każdej gromadzie zebrania, na których odwołując się do patriotyzmu i przywiązania do ziemi, zakazywali wyjazdu, rozprowadzali również ulotki o tej samej treści. Po kilku tygodniach, w celu zastraszenia osób wahających się, zamordowano 24 listopada w Kormanicach 6-osobową rodzinę przygotowującą się do wyjazdu.
Na początku grudnia nastąpiło znaczne pogorszenie pogody, więc akcja wysiedleńcza uległa zatrzymaniu, nasilono w zamian akcję propagandową. Publikowano w prasie wywiady z przesiedleńcami, a nawet listy przesiedlonych z podziękowaniami i pochwałami sytuacji w Związku Radzieckim.
W pierwszym okresie wysiedleń wyjazdy były raczej dobrowolne, często podyktowane złą sytuacją materialną (brak własnego gospodarstwa, spalenie gospodarstwa, duże podatki i kontyngenty). Członkowie komisji przesiedleńczych pozwalali nawet wycofywać już złożone zgłoszenia na wyjazd. Jako powody wycofywania zgłoszeń podawano w tym okresie trudne warunki atmosferyczne, brak ciepłej odzieży, lecz często prawdziwą przyczyną była presja ze strony ukraińskiego podziemia.

### II etap
Drugi etap akcji wysiedleńczej trwał od marca do sierpnia 1945.

### III etap
Trzeci etap akcji wysiedleńczej trwał od września 1945 do lutego 1946.

### IV etap
Czwarty etap akcji przesiedleńczej trwał od marca 1946 do maja 1947.